# Death of a Ladies’ Man
Death of a Ladies’ Man ist das im November 1977 veröffentlichte fünfte Studioalbum des kanadischen Singer-Songwriters Leonard Cohen. Es ist aufgrund der Differenzen Cohens mit dem Produzenten Phil Spector sein am stärksten umstrittenes Album.

## Entstehung
Für dieses Album kooperierte Cohen mit dem bekannten Produzenten Phil Spector. Innerhalb von drei Wochen schrieben sie gemeinsam 15 Lieder, Cohen die Texte, Spector die Musik. Von zwei Stücken, Iodine (damals noch Guerrero betitelt) und Don’t Go Home with Your Hard-on, gab es allerdings schon 1975 frühe Versionen, die Cohen mit Musik seines vorigen Produzenten John Lissauer live spielte. Auf dem Album wurden dann letztlich nur acht dieser Stücke verwendet.
Spector ist bekannt für seinen Stil des Wall of Sound, während Cohen auf seinen bisherigen Alben stets zu eher zurückhaltenden Arrangements tendierte. So kam es zum Streit zwischen den beiden, Cohen verurteilte Spectors Abmischung scharf. Daraufhin ließ Spector ihn nicht mehr ins Studio und stellte das Album nach seinen Vorstellungen fertig. Cohen bezeichnete es später als gescheitertes Experiment und sein schlechtestes Album.
Die Instrumental-Besetzung des Albums war weitaus größer als bei den Vorgängern, mehrere Dutzend Musiker waren beteiligt. Zu den Cohen-üblichen weiblichen Hintergrundsängerinnen gesellten sich für das Stück Don’t Go Home with your Hard-on die Größen Bob Dylan und Allen Ginsberg.

## Stil und Inhalt
Inhaltlich dreht sich das Album primär um Liebe und Sexualität, selbstironisch betrachtet Cohen seine Rolle als Ladies’ Man (Frauenheld). Dabei sind die Texte oft expliziter als auf vorigen Alben. Musikalisch hatte Cohen bereits auf New Skin for the Old Ceremony den Weg zu umfangreicheren Arrangements eingeschlagen, das neue Album übertraf dies aber bei weitem. Man kann es nur noch schwerlich als Folk bezeichnen, die Einflüsse aus Jazz, Rock und Funk sind stark.

## Erfolg und Nachwirkung
Das Album enttäuschte den Großteil Cohens klassischer Fans, da sie wie er selbst der Meinung waren, dass Spectors Arrangements Cohens Texten und Gesang nicht gerecht wurden. Die Kritik nahm es teils dennoch recht gut auf. In Großbritannien erreichte es Platz 35 der Charts. Da Cohen das Album selbst ablehnte, trug er Stücke daraus selten live vor. Auf seiner großen Welttournee 1979/1980 spielte er Memories und Iodine.
Es gibt indes eine Reihe von Cover-Versionen von Liedern dieses Albums. Zwei davon finden sich auf dem viel beachteten Tribute-Album I’m Your Fan von 1991: David McComb und Peter Astor coverten Don't Go Home With Your Hard-on und die neuseeländische Band Dead Famous People True Love Leaves No Traces. Donna Savage, die Sängerin der Dead Famous People, die Cohens Musik erklärtermaßen nicht mochte, hatte True Love Leaves No Traces ausgewählt, weil es Cohens „einziges Lied ist, das einen nicht dazu verleitet, sich die Pulsadern aufzuschneiden“.

## Titelliste
A-Seite
1. True Love Leaves No Traces (4:22)
2. Iodine (5:00)
3. Paper Thin Hotel (5:38)
4. Memories (5:54)

B-Seite
1. I Left a Woman Waiting (3:24)
2. Don’t Go Home with Your Hard-on (5:32)
3. Fingerprints (2:54)
4. Death of a Ladies’ Man (9:17)